# Bothriothorax trichops
Bothriothorax trichops är en stekelart som beskrevs av Thomson 1876. Bothriothorax trichops ingår i släktet Bothriothorax och familjen sköldlussteklar.
Artens utbredningsområde är:
- Danmark.
- Ungern.
- Italien.
- Sverige.
- Armenien.
- Moldavien.

Arten är reproducerande i Sverige. Inga underarter finns listade.